# 京阪16型電車
京阪16型電車（けいはん16がたでんしゃ）は、京阪電気鉄道が貴賓車としての運用を前提に導入した電車である。
1型に属する貴賓車16号車（初代）に代わる新型貴賓車として1928年（昭和3年）に導入され、「16」の車両番号を初代より継承しているが、これは皇室の菊花紋の花弁数（16枚）に因むものとされる。

## 導入経緯
京阪電気鉄道が開業に際して導入した1型のうち、1910年9月に初代16号が貴賓車として整備され、その後同車は長らくその内装および装備のままで維持されていた。しかし一般鉄道スタイルの高床式電車である100型が登場した1917年以降、京阪本線の車両が急速に大型・高速化していったこともあって陳腐化が目立つようになり、大正時代中期には事実上使用されなくなっていた。
その後、1928年11月に昭和天皇の即位の礼（御大典）が京都御所で行われることとなり、沿線に石清水八幡宮や伏見桃山陵など皇室縁の社寺や陵墓が所在する京阪本線では皇族・政府高官による利用が見込まれたことから、初代16号に代わる新貴賓車の新造が決定された。
そこで当時最新の1550型（後の初代600型）の設計を基本とした新貴賓車が製造され、御大典直前の同年10月に竣工した。
この新貴賓車は16型の形式称号と、2代目となる16号の記号番号が付与され、1両のみが1550型の過半数（16両）の製造を担当した汽車製造東京支店にて製造された。
16型の製造予算は60,400円、そのうち車体装飾費は10,000円とされ、同時期製造の1550型が1両あたり44,174円であったのと比して格段に大きな予算を投じて製造された。

## 主要機器
東洋電機製造ES-155-A電動カム軸式自動加速制御器と東洋電機製造TDK-517-A直流直巻整流子式電動機を中心とする電装品やM三動弁によるAMM自動空気ブレーキ装置といった主要機器は先行する1550型と同一である。
台車については、当初1550型と同系の鋳鋼組み立て式イコライザー式台車である住友製鋼所ST31（軸距1,980 mm、車輪径864 mm）を装着した。しかし、基礎ブレーキ装置について監督当局よりST31の踏面シュー片押し式からより制動力の大きな抱き合わせ式への変更を指導され、製造後間も無く抱き合わせ式基礎ブレーキ装置を備える形鋼組み立て式イコライザー式台車の日本車輌製造NS84-35（軸距2,130 mm、車輪径914 mm。1580型（後の初代700型）と共通）に交換された。
この台車交換に伴い車輪径が増大したことから、駆動系の歯数比が1580型と同じ62:27 =2.295に変更されている。
集電装置はシングル構成のトロリーポールを屋根の前後端それぞれに1基ずつ搭載し、各妻面には一般車と同様に自動連結器を搭載する。

## 車体
同時期に設計製造された、京阪の子会社である新京阪鉄道の貴賓車P-6形500号（フキ形500号を経て京阪合併後はフキ500形フキ500。1928年川崎車輌製）が前後に電動車を連結して3両編成で運転するのを前提としたため運転台を備えない付随車となり、やはり同時期に京阪線用一般車として新造された姉妹形式である1550型が片運転台車を背中合わせに連結した2両固定編成で運用されていたのに対し、この新16号は単行運転を前提として計画されたため両運転台構造の制御電動車として設計製作された。
車体の主要部寸法は車体長16,000 mm、車体幅2.530 mm、車体高3,691mmとなっており、各部寸法は1550型とほぼ同等である。
1550型と同様、リベット組み立てによるシングルルーフ構造かつ魚腹台枠を備える鋼製車体である。もっとも、全鋼製で内装についても木目印刷を施した化粧鋼板を使用していた1550型とは異なり、貴賓車であったことから内装に木材を多用したため半鋼製となり、また外板については飾り帯を取り付けてリベットを隠すという特別な構造が採用されているほか、線路方向に巻かれたウィンドウヘッダー・ウィンドウシルと呼ばれる側窓上下の車体補強帯の内、前者の取り付け位置が高くされているなど、基本構造は共通であるが1550型と比較して様々な相違点が存在している。
妻面は緩やかなカーブを描く3枚窓構成で、2両固定編成での運用が前提であった1550型の運転台側妻面が非貫通構造であったのに対し、連結運転を考慮して中央に貫通扉が設けられている。
また、側窓は1550型が窓の開口部がこれを補強するウィンドウヘッダー・ウィンドウシルの間に設けられた、一般的な2段上昇式としていたのに対し、同じく2段構造ながら上段がウィンドウヘッダーよりも上の幕板部に開口され、半円形のステンドグラスがはめ込まれた固定式の飾り窓、下段はウィンドウヘッダーとウィンドウシルの間に開口された上昇式の1枚窓となっていた。さらに、側面の各扉も上端を半円形として側窓とデザインに統一感を持たせてあり、総じて一般車とは異なる優美なエクステリアデザインとなっている。
これら半円形の幕板部飾り窓は、日本では九州鉄道ブリル客車や大阪鉄道デイ1形、大阪鉄道デロ20形、伊勢電気鉄道ハ451・デハニ201・デハニ211・クハ461形、京王電気軌道500号、それに富岩鉄道の電車の一部など、主に明治末から昭和初期にかけての約20年ほどの期間に設計製作された幾つかの形式に用いられた意匠であり、1900年代～1910年代に隆盛を極めたアメリカのインタアーバンの車両の影響を多く受けたデザインである。
側面の窓配置は三条側からd2D(1)1 3D(1)d（d：乗務員扉、D：客用扉、数字：窓数、(1)：戸袋窓））で、客室は同じく三条側から随行員室（客用扉含む）、便所・化粧室・側廊下、貴賓室、ホール（客用扉）、給仕室の順の区画構成となっており、側窓は貴賓室の3枚のみ1,300 mm幅の広窓、他は700 mm幅で統一されている。
随行員室に設置の客用扉は700 mm幅、ホール設置の貴賓室用客用扉は1,300 mm幅で、側窓と同じく区画によって寸法が違えてあり、対応する側窓と同一サイズに揃えてあった。
車体中央部の貴賓室には6脚のソファが並べられ、内装材にマホガニーを使用、絨毯を敷き詰めるなど非常に豪華な造りであった。
一方、三条寄り車端部の随行員室には通常のロングシートが設けられ、天満橋寄り車端部の給仕室には3脚の座席が枕木方向に並べられていた。
主電動機および駆動系の保守上必要となる床面点検蓋（トラップドア）はこれら随行員室および給仕室、それにホールの部分に設置されており、これらの区画の座席はトラップドアに干渉しない配置・構造となっている。
随行員室と運転台・給仕室の間は貴賓室が挟まっていて運用時には通り抜けが難しいこともあり連絡用の電話が設備され、貴賓室と随行員室には電気暖房も設置されていた。
化粧室や便所を設置した車両は、京阪では今日に至るまで本形式が唯一である。
こうした接客設備の特徴から、本形式はP-6形500号貴賓車との共通性が指摘されることがある。しかし、500号は車体サイズが本形式の16m級に対して19m級で内部容積にも車体幅にも余裕があり、また付随車であってトラップドアの制約がなく区画配置の自由度が高く、随行員室と給仕室を入れ替えて給仕室の機能を大幅強化し、この時代には珍しいコーヒーヒーターや氷室、それに電気オーブンといった供食設備を備えるなど、フロアレイアウト・設備となっていた。
このように、貴賓車として共通点が多い一方で、計画時に想定された運用環境の相違から500号と本形式の間では異なる部分も少なくない。
灯具については、新造当初は着脱可能なタイプの円筒形灯具による前照灯がこの貫通扉の窓下中央に取り付けられ、トロリーポールのためのトロリー・レトリーバーはこの前照灯取り付け金具の上部、貫通扉窓の直下に備え付けられていた。
標識灯は製造当時の京阪電気鉄道の一般車と同様に妻面向かって左上の車掌台側妻窓上の幕板部に1灯備え付けられており、さらに新造直後に撮影された写真ではこれとは別に妻面向かって右側の運転台窓下に、必要に応じて追加で着脱式の標識灯を取り付けて運用されていたことが確認できる。
なお、新造時点では同時期の京阪本線一般車と同様に路面電車並の本格的なフェンダー・ストライカーを両妻面床下に設置していた。
塗装は一般車がダークグリーン1色塗りであったのに対し、茶色1色塗りであったと伝わっている。なお、新造時は黄土色1色であったとの説も伝わっているが、新造直後に撮影されたと考えられるポール集電かつST31装着時代の本車の写真ではいずれも明らかに濃い緑か茶と考えられる暗い色調となっている。また、新造から後述の格下げまで貴賓室窓下の側面腰板中央部には通常よりも大きな社紋が取り付けられていた。

## 運用

### 戦前
このように贅を尽くした車両であったがあまり運用の機会はなく、1932年に実施された京阪本線のトロリー線からシンプル・カテナリーへの架線方式変更による集電装置のパンタグラフ化の際には2基のトロリーポールを撤去の上で天満橋寄りに菱枠型パンタグラフを1基設置し、前照灯を屋根上中央に固定式で搭載、トロリーレトリーバーを撤去、さらにフェンダーを排障器に変更するなどの改造工事が実施されたものの、1934年頃には車庫で休車状態となってしまっていた。
その後1939年に1100型を3両編成化する際に中間車を補うため、16号を整備の上で利用することとなった。1100型は8両（4編成）が就役しており4両が必要なところ、3両は1500型を新造し、残る1両を16号の改造で充当した。この対応は、国家総動員法や軍需工場動員法の公布により、鉄道車両の新造が自由にできない環境下でなされたものである。
同年4月に守口車庫で便所・化粧室などの区画および設備を撤去して内装を一般の通勤電車と同様に変更、座席をロングシートに改造して天井につり革を設置、旧随行員室側の側扉を運転台側へ300 mm拡幅して1,000 mm幅とし、さらに電装を解除して両運転台構造の制御車へ改造された。
もっとも、内装は大改造されたが、変則的な客用扉構成や特徴的な構造と形状を備えた側窓は廃車時までほぼそのまま残された。
この改造の際には塗装も変更され、連結相手となる2代目1000型と同じ窓周りレディッシュイエロー、腰部ブルーグリーン、境界線に細い白線という3色塗り分けとなり、1939年4月16日より3両編成の中間車として営業運転を開始した。

### 戦後
戦後は1949年撮影の写真で当時の一般車標準色である茶色1色塗りと見られる濃い単色塗りで1000型と1200型の間に挟まって3両編成で運用される姿が記録されているものの、それ以後は編成の組み替えにより同系の600型・700型あるいは500型の中間車として使われるようになり、塗装は1950年代以降、廃車まで時期によって色の組み合わせの変遷はあったが、京阪一般車標準色のツートンカラーで推移した。
しかし、京阪本線の輸送量増大に伴う急行の5両編成への増結時に再び1000型・1100型を主体とする車体長17 m級の車両による編成の中間車に転用され、1960年1月には格下げ以来使用されていなかった運転台が両端とも撤去されて付随車となった。
この時点でブレーキはA弁によるATA自動空気ブレーキに交換、照明が蛍光灯化、扇風機も設置されている。
地下線による京阪本線の淀屋橋への延長（1963年開通）に際しては、側窓に2本ずつ保護棒が設置され、他の半鋼製旧型車と同様に屋根板が鋼板に交換されるなど不燃化工事が行われた。
その後600系電車（2代）が新造される際に650型664に台車などの機器を供出して、1965年9月1日付で除籍された。形式称号と記号番号は新造時のままの16型16号で終始した。
廃車となった後、不要となった車体は寝屋川車庫の構内片隅に据え置かれ、しばらくの間会議室・詰所として使用されたが、1972年1月末頃に解体処分され現存しない。